# Ewald Dera
Ewald Dera (ur. 9 listopada 1931 w Szopienicach, zm. 27 grudnia 1983) – polski piłkarz, grający niegdyś na pozycji napastnika, król strzelców II ligi 1957 roku, legenda zespołu Piast Gliwice.

## Kariera
Jeden z najlepszych piłkarzy w historii Piasta Gliwice był Ewald Dera. Urodził się 9 listopada 1931 w Szopienicach, tam też rozpoczynał przygodę z piłką nożną. Jego talent rozwinął się w Podlasiance. Gdy w 1956 roku do Piasta przechodził właśnie z tego klubu Mikołaj Beljung, zabrał ze sobą tego nieprzeciętnego napastnika. Dera w gliwickim klubie zadebiutował 1 kwietnia 1956 w meczu przeciwko Skrze Częstochowa, wygranym przez Piasta 4:1. Pierwszą bramkę strzelił właśnie Ewald Dera. W debiutanckim sezonie wystąpił w 15 meczach, strzelając 18 goli, szybko stając się ulubieńcem gliwickiej publiczności. Po awansie do II ligi (1957 r.) dalej imponował skutecznością. W trzeciej kolejce, w meczu z Włókniarzem Chełmek, Ewald pokazał próbkę swoich nieprzeciętnych umiejętności. Szybkie zagrania skrzydłami, piękne dośrodkowania i atomowe strzały sprawiały, że ręce same składały się do braw. W spotkaniu tym trzy gole zdobył Fryderyk Mierzwa, a super strzelec Ewald Dera dołożył dwie bramki. W sumie w tym sezonie 19 razy trafiał do siatki rywali, co dało mu tytuł króla strzelców grupy południowej II ligi)  Starsi sympatycy gliwickiego klubu na pewno mają w pamięci pojedynek z dziewiętnastej kolejki przeciwko Concordii Knurów. Już w pierwszej akcji Dera złożył się do strzału, a blokował jego zamiar obrońca Norbert Zgolik. Siła uderzenia obu nóg była tak wielka, że skórzana kula pękła jak dziecięcy balonik. Później Ewaldowi wychodziło już wszystko, środkowy gliwiczan zdążył do 46 minuty strzelić trzy gole. Wiosną 1964 roku Dera podjął ostateczną decyzję o wycofaniu się z boiska. Ostatni raz trafił do siatki drużyny przeciwnej 10 listopada 1963) w 43 min. spotkania z Zawiszą Bydgoszcz. Ostatni raz koszulkę z napisem "Piast Gliwice" założył 3 maja 1964 roku, a było to w Mielcu podczas meczu z tamtejszą Stalą. W drugiej lidze rozegrał 174 spotkania zdobywając 78 bramek. Łącznie w barwach Piasta w dziewięciu sezonach zagrał w 196 meczach strzelając 98 goli. Niezrównany strzelec, kapitan drużyny, pozostał w klubie pełniąc funkcję działacza sekcji piłkarskiej. Po jego przedwczesnej śmierci w 1983 roku podjęto decyzję o organizacji turnieju młodzieżowego im. Ewalda Dery. Jego dorobek jest naprawdę imponujący. Do dziś pozostaje najskuteczniejszym strzelcem w drużynie niebiesko-czerwonych.